# Пол Дірінґ
Пол Дірінґ (англ. Paul Dearing, 2 березня 1942 — 6 квітня 2015) — австралійський хокеїст на траві.
Срібний призер Олімпійських Ігор 1968 року, бронзовий призер 1964 року, учасник 1972 року.